# Mannochmore
Mannochmore je skotská palírna společnosti United Distillers nacházející se ve městě Elgin v hrabství Morayshire, jež vyrábí skotskou sladovou malt whisky.

## Historie
Palírna byla založena v roce 1971 společností John Haig & Co. a produkuje čistou sladovou malt whisky. Tato palírna byla v roce 1985 uzavřena a znovuotevřena byla v roce 1989. Poté ji koupila společnost United Distillers a v roce 1995 byla opět uzavřena. Nyní se střídá s výrobou s palírnou Glenlossie. Produkuje whisky značky Mannochmore, což je 12letá whisky s obsahem alkoholu 43 %. Tato whisky má silně aromatickou chuť.